# Hotel Paříž
Hotel Paryż (czeski: Hotel Paříž) – pięciogwiazdkowy luksusowy secesyjny hotel w Pradze, stolicy Czech. 
Znajduje się on w centrum Pragi na Starym Mieście. Został zbudowany w 1904 roku. Miejsce rozgrywania akcji w powieści Bohumila Hrabala Obsługiwałem angielskiego króla. W 1984 roku został uznany za zabytek.